# Беловский район (Курская область)
Бело́вский район — административно-территориальная единица (район) и муниципальное образование (муниципальный район) в Курской области России.
Административный центр — слобода Белая.

## География
Расположен в юго-западной части Курской области. Протяжённость района с севера на юг — 40 км, с запада на восток — 38 км. Площадь территории составляет 950,6 км² (20-е место среди районов) (3,2 % Курской области). Район граничит с Суджанским, Большесолдатским, Обоянским районами Курской области, а также с Белгородской областью и Сумской областью Украины.
Основные реки — Псёл, Илёк.

## История
Первое упоминание об освоении территории Беловского района относится к 17 веку. Исследуя и описывая Суджанский уезд, стольник Герасим Рогозин в 1664 году упоминал о первых поселениях на территории района.
На территории Курского края было много казацких поселений, в том числе Слобода Белая, жители, которых охраняли передовые рубежи земли русской, неся военно-сторожевую службу, и не платили никаких налогов и податей.
Район образован в 1928 году в составе Белгородского округа Центрально-Чернозёмной области. В 1934 году вошел в состав новообразованной Курской области. В 1963 году район был упразднён, а в 1965 году — восстановлен.
В ходе вторжения России в Украину район стал ареной боевых действий в Курской области: в ночь на 11 августа 2024 года в Беловский район вторглись Вооружённые силы Украины, что подтвердили глава района и врио губернатора, 12 августа началась эвакуация населения района.

## Население
| 2002    | 2004    | 2007    | 2009    | 2010    | 2011    | 2012    | 2013    | 2014    |
| ------- | ------- | ------- | ------- | ------- | ------- | ------- | ------- | ------- |
| 22 182  | ↘21 600 | ↘19 272 | ↘18 738 | ↘17 933 | ↘17 781 | ↘17 178 | ↘16 710 | ↘16 288 |
| 2015    | 2016    | 2017    | 2018    | 2019    | 2020    | 2021    |         |         |
| ↘15 836 | ↘15 584 | ↘15 491 | ↘15 369 | ↘15 046 | ↘14 763 | ↘14 659 |         |         |

### Национальный состав
По итогам переписи населения 2020 года проживали следующие национальности (национальности менее 0,1 % и другое, см. в сноске к строке «Другие»):
| Национальность | Численность, чел. | Доля     |
| -------------- | ----------------- | -------- |
| Русские        | 14 178            | 96,72 %  |
| Украинцы       | 103               | 0,70 %   |
| Армяне         | 70                | 0,48 %   |
| Другие         | 308               | 2,10 %   |
| Итого          | 14 659            | 100,00 % |

## Административное деление
Беловский район как административно-территориальная единица включает 18 сельсоветов.
В рамках организации местного самоуправления в муниципальный район входят 14 муниципальных образований со статусом сельского поселения:
| №  | Муниципальное образование | Административный центр | Количество населённых пунктов | Население (чел.) | Площадь (км²) |
| -- | ------------------------- | ---------------------- | ----------------------------- | ---------------- | ------------- |
| 1  | Беличанский сельсовет     | село Белица            | 3                             | ↗1036            | 75,19         |
| 2  | Беловский сельсовет       | слобода Белая          | 6                             | ↗2885            | 122,64        |
| 3  | Бобравский сельсовет      | село Бобрава           | 4                             | ↗700             | 70,99         |
| 4  | Вишневский сельсовет      | село Вишнево           | 3                             | ↘688             | 52,97         |
| 5  | Гирьянский сельсовет      | деревня Гирьи          | 4                             | ↘1758            | 65,51         |
| 6  | Долгобудский сельсовет    | село Долгие Буды       | 4                             | ↘892             | 62,00         |
| 7  | Ильковский сельсовет      | село Илек              | 6                             | ↘913             | 79,09         |
| 8  | Коммунаровский сельсовет  | посёлок Коммунар       | 4                             | ↗1268            | 49,49         |
| 9  | Кондратовский сельсовет   | село Озерки            | 6                             | ↘943             | 114,77        |
| 10 | Корочанский сельсовет     | деревня Корочка        | 3                             | ↗753             | 64,00         |
| 11 | Малосолдатский сельсовет  | село Малое Солдатское  | 2                             | ↘669             | 31,39         |
| 12 | Пенский сельсовет         | село Пены              | 2                             | ↗764             | 81,16         |
| 13 | Песчанский сельсовет      | село Песчаное          | 1                             | ↗993             | 33,80         |
| 14 | Щеголянский сельсовет     | село Щеголек           | 3                             | ↘397             | 47,63         |

В ходе муниципальной реформы 2006 года в составе новообразованного муниципального района законом Курской области от 21 октября 2004 года в границах сельсоветов были созданы 18 муниципальных образований со статусом сельского поселения.
Законом Курской области от 26 апреля 2010 года был упразднён ряд сельских поселений: Октябрьский сельсовет (включён в Беловский сельсовет); Камышанский сельсовет (включён в Гирьянский сельсовет); Мокрушанский сельсовет (включён в Ильковский сельсовет) и Озёрковский сельсовет (включён в Кондратовский сельсовет).
Соответствующие сельсоветы как административно-территориальные единицы упразднены не были.

## Населённые пункты
В Беловском районе 51 населённый пункт (все — сельские).
| №  | Населённый пункт | Тип             | Население | Муниципальное образование |
| -- | ---------------- | --------------- | --------- | ------------------------- |
| 1  | Бахмутец         | хутор           | ↘41       | Вишневский сельсовет      |
| 2  | Белая            | слобода         | ↘2598     | Беловский сельсовет       |
| 3  | Белица           | село            | ↘1051     | Беличанский сельсовет     |
| 4  | Бобрава          | село            | ↘537      | Бобравский сельсовет      |
| 5  | Вишнево          | село            | ↘794      | Вишневский сельсовет      |
| 6  | Ганжовка         | деревня         | ↘2        | Беловский сельсовет       |
| 7  | Гирьи            | деревня         | ↘1465     | Гирьянский сельсовет      |
| 8  | Гоптаровка       | село            | ↘84       | Кондратовский сельсовет   |
| 9  | Гочево           | село            | ↘212      | Бобравский сельсовет      |
| 10 | Долгие Буды      | село            | ↘720      | Долгобудский сельсовет    |
| 11 | Долгий Колодезь  | село            | ↘375      | Корочанский сельсовет     |
| 12 | Забужевка        | село            | ↘260      | Кондратовский сельсовет   |
| 13 | Знаменское       | село            | ↘89       | Щеголянский сельсовет     |
| 14 | Золотаревка      | деревня         | ↘99       | Ильковский сельсовет      |
| 15 | Ивановский       | хутор           | ↘82       | Бобравский сельсовет      |
| 16 | Илек             | село            | ↘547      | Ильковский сельсовет      |
| 17 | Камышное         | село            | ↘467      | Гирьянский сельсовет      |
| 18 | Коммунар         | посёлок         | ↘1163     | Коммунаровский сельсовет  |
| 19 | Кондратовка      | село            | ↘435      | Кондратовский сельсовет   |
| 20 | Корочка          | деревня         | ↘365      | Корочанский сельсовет     |
| 21 | Кривицкие Буды   | село            | ↘290      | Долгобудский сельсовет    |
| 22 | Крупец           | село            | ↘186      | Гирьянский сельсовет      |
| 23 | Курочкино        | хутор           | →4        | Пенский сельсовет         |
| 24 | Кучеров          | хутор           | ↘176      | Кондратовский сельсовет   |
| 25 | Лошаковка        | деревня         | ↘357      | Беловский сельсовет       |
| 26 | Малое Солдатское | село            | ↘801      | Малосолдатский сельсовет  |
| 27 | Мальцевка        | деревня         | ↘18       | Ильковский сельсовет      |
| 28 | Марьин           | хутор           | ↘0        | Ильковский сельсовет      |
| 29 | Милаевка         | деревня         | ↘0        | Кондратовский сельсовет   |
| 30 | Мокрушино        | село            | ↘554      | Ильковский сельсовет      |
| 31 | Новоивановский   | хутор           | ↘2        | Ильковский сельсовет      |
| 32 | Новоселовка      | деревня         | ↘15       | Долгобудский сельсовет    |
| 33 | Озерки           | село            | ↘369      | Кондратовский сельсовет   |
| 34 | Пенский          | хутор           | ↘253      | Беловский сельсовет       |
| 35 | Пены             | село            | ↘895      | Пенский сельсовет         |
| 36 | Первомайский     | хутор           | ↘0        | Вишневский сельсовет      |
| 37 | Переверзевка     | деревня         | ↘136      | Коммунаровский сельсовет  |
| 38 | Песчаное         | село            | ↗993      | Песчанский сельсовет      |
| 39 | Песчанский       | посёлок         | ↘255      | Гирьянский сельсовет      |
| 40 | Петровы Буды     | село            | ↘135      | Коммунаровский сельсовет  |
| 41 | Подол            | хутор           | ↘28       | Беловский сельсовет       |
| 42 | Рулитино         | посёлок станции | ↘51       | Малосолдатский сельсовет  |
| 43 | Свердловский     | посёлок         | ↘94       | Коммунаровский сельсовет  |
| 44 | Синдеевка        | деревня         | ↘40       | Беловский сельсовет       |
| 45 | Слободка Корочка | деревня         | ↘192      | Корочанский сельсовет     |
| 46 | Сосновый Бор     | посёлок станции | ↘60       | Беличанский сельсовет     |
| 47 | Стригослы        | деревня         | ↘62       | Бобравский сельсовет      |
| 48 | Суходол          | деревня         | ↘126      | Беличанский сельсовет     |
| 49 | Хотеж Колодезь   | деревня         | ↘99       | Щеголянский сельсовет     |
| 50 | Чернецкий        | хутор           | ↘18       | Долгобудский сельсовет    |
| 51 | Щеголек          | село            | ↘303      | Щеголянский сельсовет     |

## Экономика
Сельскохозяйственный район. Промышленное производство развито слабо, в основном переработка сельскохозяйственной продукции (сахарный завод в посёлке Коммунар (на 2022 год закрыт), маслоцех в деревне Лошаковка, маслоцех и комбикормовый завод в деревне Гирьи).
Растениеводство
- Зерновые — пшеница, ячмень, кукуруза.
- Технические — сахарная свёкла, рапс, подсолнечник.
- Плодовые — в основном яблоки.

Животноводство
Представлено молочным (коровы) и мясным (коровы, свиньи).

## Транспорт
Через район проходит железная дорога Готня — Льгов-Киевский, основная станция — Псёл.
Безрельсовый транспорт представлен автобусами — междугородними (Белая — Курск,Белая — Белгород, Готня — Суджа) и местными линиями .

## Культура
- Район-побратим Беловского района — Краснопольский район Сумской области Украины[25]

## Достопримечательности
На берегу реки Псёл в районе с. Гочево находится так называемое «Гочевское городище». Огромные курганы, на месте древнего славянского города Римов.